# Aitor Gorosabel
Aitor Gorosabel Garai (Éibar, 2 de febrero de 1970) es un cantante y guitarrista, cofundador del grupo vasco de heavy metal Su Ta Gar.

## Biografía
Nació en el seno de una familia vascohablante. Es el tercero de cuatro hermanos. Todos ellos tienen relación con la música. Sus dos hermanas, Aintzira y Amaia son profesoras de música y su hermano Mikel Gorosabel, alias "Norton", es el cantante, guitarrista y líder de EH Sukarra. Aitor empezó a tocar el piano con 5 años junto con todos sus hermanos/as. En 1º y 2º de EGB estudió solfeo aplicado al piano. Pero con la guitarra aprendería de manera autodidacta. También estudió publicidad.
A los doce años empezó a tocar la guitarra española imitando a "Norton", quien contaba con 14 años de edad, y a escuchar punk y rock radical vasco. Poco después descubrió la guitarra eléctrica y empezó a escuchar a grupos como Accept, Judas Priest, Iron Maiden y a guitarristas como Yngwie Malmsteen, Steve Vai y Joe Satriani. En la ikastola y en el instituto donde estudiaba fue donde hizo amistad con Xabier Bastida, Asier Osoro y Borxa Arrillaga, con quienes formaría en 1987 el grupo Su Ta Gar, del que se convirtió en voz principal, guitarra solista y compositor. Su Ta Gar acabó cantando en euskara siendo los pioneros del heavy metal en esta lengua y creando escuela dentro del metal euskaldún. 
Hoy en día sigue grabando discos con su banda, siendo el último, Alarma sacado en 2022. Además,ha realizado numerosas colaboraciones con otros grupos como Koma, Ileon, Legen Beltza, Pirritx, Porrotx eta Mari Motots (las canciones "Abordatzera" y "Pirata Egurzangoa" en el álbum "Sentitu, pentsatu, ekin!" de 2012, junto a Asier Osoro, exintegrante de Su Ta Gar) y Homo-Demen (en los discos "Surrealist revolution", de 2011, y "Nuevo orden" , de 2013) entre otros.

## Técnica vocal y guitarrística
Aitor Gorosabel posee una voz que ha evolucionado con el tiempo desde cantar a tonos más agudos a más graves, roncos y desgarradores. Cambio que se aprecia en los últimos discos de Su Ta Gar. Como guitarrista se caracteriza por emplear la técnica del tapping y del bending con mucha velocidad, además de algunos licks de sweep picking. Su guitarra cuando puntea tiene un sonido agudo, sonido que se agrava a la hora de tocar riffs. No emplea efectos en exceso. Una de sus características es que mezcla partes muy duras y distorsionadas con otras muy melódicas y limpias. Combina agresividad con ternura musical.
Actualmente como equipo utiliza una guitarra Gibson Les Paul Custom, un amplificador Mesa Boogie y una pantalla Marshall de 4x12 con altavoces modificados.
En discos anteriores utilizaba guitarras de gamas inferiores a la actual, de marcas como Charvel, usando un amplificador Marshall JCM800, mantiene actualmente la misma pantalla Marshall que en sus inicios.

## Discografía

### Con Su Ta Gar
Álbumes
- Jaiotze Basatia (Zarata, 1991).
- Hortzak Estuturik (Esan Ozenki, 1992).
- Munstro Hilak (Esan Ozenki, 1993).
- Sentimenak Jarraituz (Esan Ozenki, 1996).
- Agur Jauna Gizon Txuriari (Esan Ozenki, 1997).
- Su ta Gar 1987-89 (Gaztelupeko Hotsak, 1999).
- Homo_Sapiens? (GOR, 1999).
- Jo Ta Ke (GOR, 2001). Doble CD en directo.
- Itsasoz Beteriko Mugetan (GOR, 2003).
- Jainko Hilen Uhartean (Jo Ta Ke Ekoizpenak, 2006).
- Su Ta Gar 20 Urte (Jo Ta Ke Ekoizpenak, 2009). Doble CD en directo + DVD
- Ametsak Pilatzen (Jo Ta Ke Ekoizpenak, 2011).
- Bizirik Gaude (Jo Ta Ke Ekoizpenak, 2013).
- Maitasunari Pasioa (Jo Ta Ke Ekoizpenak, 2016).
- Su Ta Gar Antzokietan (Jo Ta Ke Ekoizpenak, 2017). Doble CD en directo + DVD
- Alarma (Jo Ta Ke Ekoizpenak, 2022).